# Роальд Ларсен
Роальд Морель Ларсен (норв. Roald Morel Larsen; 1 лютого 1898 року, Християнія — 28 липня 1959 року, Осло) — норвезький ковзаняр. Багаторазовий призер зимових Олімпійських ігор, чемпіон світу та Європи.

## Біографія
Роальд Ларсен народився у Осло (тоді Християнія) в сім'ї скляра Ганса Якоба Ларсена та його жінки Лідії Ларсен. Роальд виріс у великій сім'ї, у нього було троє братів.  Він жив навпроти стадіону Фрогнер і з дитинства їздив на ковзанах.
Перший успіх прийшов до нього у 1921 році, коли він посів друге місце у Чемпіонаті Норвегії з багатоборства. Наступного року Ларсен вперше стає чемпіоном Норвегії та посідає друге місце на Чемпіонаті світу з ковзанярського спорта в класичному багатоборстві серед чоловіків, поступившись своєму співвітчизнику Гаральду Стрьому. 1923 рік виявився менш успішним, срібло національної першості, бронза Чемпіонату Європи та четверте місце на Чемпіонаті світу. 
Наступний, 1924, рік був найбільш успішним у кар'єрі Ларсена. Він посідає перше місце у всіх трьох турнірах: Чемпіонаті Норвегії, Чемпіонаті Європи та Чемпіонаті світу, він став другим спортсменом якому це вдалося. Першим був Оскар Матісен.
На Олімпійських іграх 1924 року в Шамоні виступав у всіх змаганнях з ковзанярського спорту. У перегонах на 1500 метрів він прийшов другим, у всіх інших перегонах він був третім. У заліку з класичного багатоборства він посів друге місце, поступившись фіну Класу Тунбергу.
Наступного року Ларсен отримує срібні нагороди у національній першості та Чемпіонаті Європи та бронзові на Чемпіонаті світу. У 1926 році він вперше отримує бронзові нагороди Чемпіонату Норвегії та вдруге срібні Чемпіоната світу. Наступний рік став першим з 1922 року, коли Ларсен не став призером міжнародних турнірів на Чемпіонаті Європи він став сьомим, а на Чемпіонаті світу став четвертим. Але у національній першості він вчетверте отримав срібні нагороди.
1928 рік був набагато успішнішим. На національному рівні він вп'яте став срібним призером. На Чемпіонаті Європи Ларсен посів третє місце, а на Чемпіонаті світу четверте. На Чемпіонаті світу під час перегонів на 500 метрів Ларсен встановив новий світовий рекорд з результатом 43,1. Він на 0,3 секунди покращив минулий рекорд, встановлений 14 років тому Оскаром Матісоном.
На Олімпійських іграх 1928 року в Санкт-Моріці Роальд Ларсен виступав у трьох змаганнях з ковзанярського спорту. У перегонах на 500 метрів він прийшов третім, а у перегонах на 1500 метрів третім. Також він брав участь у перегонах на 10,000 метрів, але не фінішував. Самі перегони були скасовані через танення льоду. 
У 1929 році Ларсен в останнє став призером Чемпіоната Європи. На Чемпіонаті світу він посів четверте місце, на три бали поступившись співвітчизнику Міхаелю Стаксруду. Після невдалого виступу на міжнародних турнірах 1930 року, на котрих він посів шістнадцяте місце, Ларсен припинив міжнародні виступи, але продовжив виступати на національному рівні. Він припинив виступи у 1936 році.
Після закінчення кар'єри спортсмена продовжив сімейну справу і став склярем. У 1937 році разом з двома братами заснував фірму Roald Larsen AS. Станом на 2018 рік фірма існує і надає повний спектр будівельних робіт.
Роальд Ларсен помер 28 липня 1959 року у рідному Осло.

## Світові рекорди
| Відстань | Час  | Дата          | Місце |
| -------- | ---- | ------------- | ----- |
| 500 м    | 43.1 | 4 лютого 1928 | Давос |

## Власні рекорди
| Відстань | Час     | Дата           | Місце      |
| -------- | ------- | -------------- | ---------- |
| 500 м    | 43.1    | 4 лютого 1928  | Давос      |
| 1000 м   | 1:31.8  | 3 лютого 1929  | Гамар      |
| 1500 м   | 2:22.0  | 9 лютого 1924  | Конгсберг  |
| 3000 м   | 5:22.1  | 23 лютого 1935 | Християнія |
| 5000 м   | 8:34.4  | 9 лютого 1924  | Конгсберг  |
| 10000 м  | 17:40.3 | 16 лютого 1924 | Християнія |